# Paracladopelma nixe
Paracladopelma nixe är en tvåvingeart som först beskrevs av Henry Keith Townes, Jr. 1945.  Paracladopelma nixe ingår i släktet Paracladopelma och familjen fjädermyggor.
Artens utbredningsområde är Colorado. Inga underarter finns listade i Catalogue of Life.